# Mikleuš
Mikleuš – wieś w Chorwacji, w żupanii virowiticko-podrawskiej, siedziba gminy Mikleuš. W 2011 roku liczyła 840 mieszkańców.